# Peenestrom
Le Peenestrom est un bras de mer situé au nord-est de l'Allemagne dans le land de Mecklembourg-Poméranie-Occidentale. Long d'une vingtaine de km, il est le plus occidental des trois qui relient la baie de Poméranie à la lagune de Szczecin.

## Source
- (en) Cet article est partiellement ou en totalité issu de l’article de Wikipédia en anglais intitulé « Peenestrom » (voir la liste des auteurs).